# ボンサイ柔術
ボンサイ柔術（ボンサイじゅうじゅつ）は、ブラジルのサンパウロにアジウソン・ソウザが創設したブラジリアン柔術の道場。日本ではボンサイ柔術ジャパンとして総合格闘技道場としての側面を持ち、静岡県磐田市に本部道場を置き、浜松支部、静岡支部を持つ。

## 沿革
1993年、マウリシオ・ダイ・ソウザ、マルコス・ヨシオ・ソウザ、ホベルト・サトシ・ソウザの父であるアジウソン・ソウザがブラジル・サンパウロにてボンサイ柔術を創立。
2004年4月、長男マウリシオ・ダイ・ソウザが出稼ぎやボンサイ柔術を世界に広めるため来日。当時磐田市のサークルでブラジリアン柔術を習っていた坂本健が経営するブラジリアン柔術・総合格闘技専門店ブルテリアの協力のもと、静岡県磐田市にボンサイ柔術ジャパンを創立。クレベル・コイケが入門。
2005年、次男マルコス・ヨシオ・ソウザが来日し、指導に加わる。
2007年、三男ホベルト・サトシ・ソウザが来日し、指導に加わる。
2008年10月、静岡県浜松市にボンサイ柔術浜松支部となるブルテリア格闘技ジム浜松がオープン。
2011年5月、ボンサイ柔術創始者アジウソン・ソウザが病のため永眠。その後、ボンサイ柔術ジャパン創設者の長男マウリシオ・ダイ・ソウザがブラジルサンパウロの本部道場を継ぐために帰国。
2014年、ボンサイ柔術ジャパン本部道場が現在の場所に移転。
2021年7月、静岡県静岡市葵区に静岡支部となるブルテリア格闘技ジムボンサイ柔術静岡がオープン。
2024年5月、愛知県名古屋市中区にボンサイ柔術名古屋クレベルコイケジムがオープン。

## 概要
- ボンサイ柔術創始者アジウソン・ソウザはオクタビオ・アウメイダ・ジュニアより黒帯を取得。オクタビオ・アウメイダ・ジュニアの父オクタビオ・アウメイダはエリオ・グレイシーの1つ上の兄ジュルジ・グレイシーより黒帯を取得されており、ボンサイ柔術はグレイシー柔術の系譜を継いでいる[1]。
- 「ボンサイ」は「盆栽」に由来し、一人一人の個性に合わせて手塩にかけて育てようという哲学に由来する[3]。

## 主な所属選手
- マルコス・ヨシオ・ソウザ（元REALウェルター級王者）
- ホベルト・サトシ・ソウザ（初代RIZINライト級王者、元REALスーパーライト級王者）
- クレベル・コイケ（第3代RIZINフェザー級王座、元KSWフェザー級王者、元REBEL FCフェザー級王者）
- アラン“ヒロ”ヤマニハ
- 関根“シュレック”秀樹
- 磯部師範
- 鈴木琢仁
- 内山拓真
- 畠山祐輔
- 鈴木博昭（所属はBELLWOOD FIGHT TEAM。ボンサイ柔術で青帯を取得）
- 高田延彦（ボンサイ柔術で紫帯を取得）[4]